# 潤髮乳

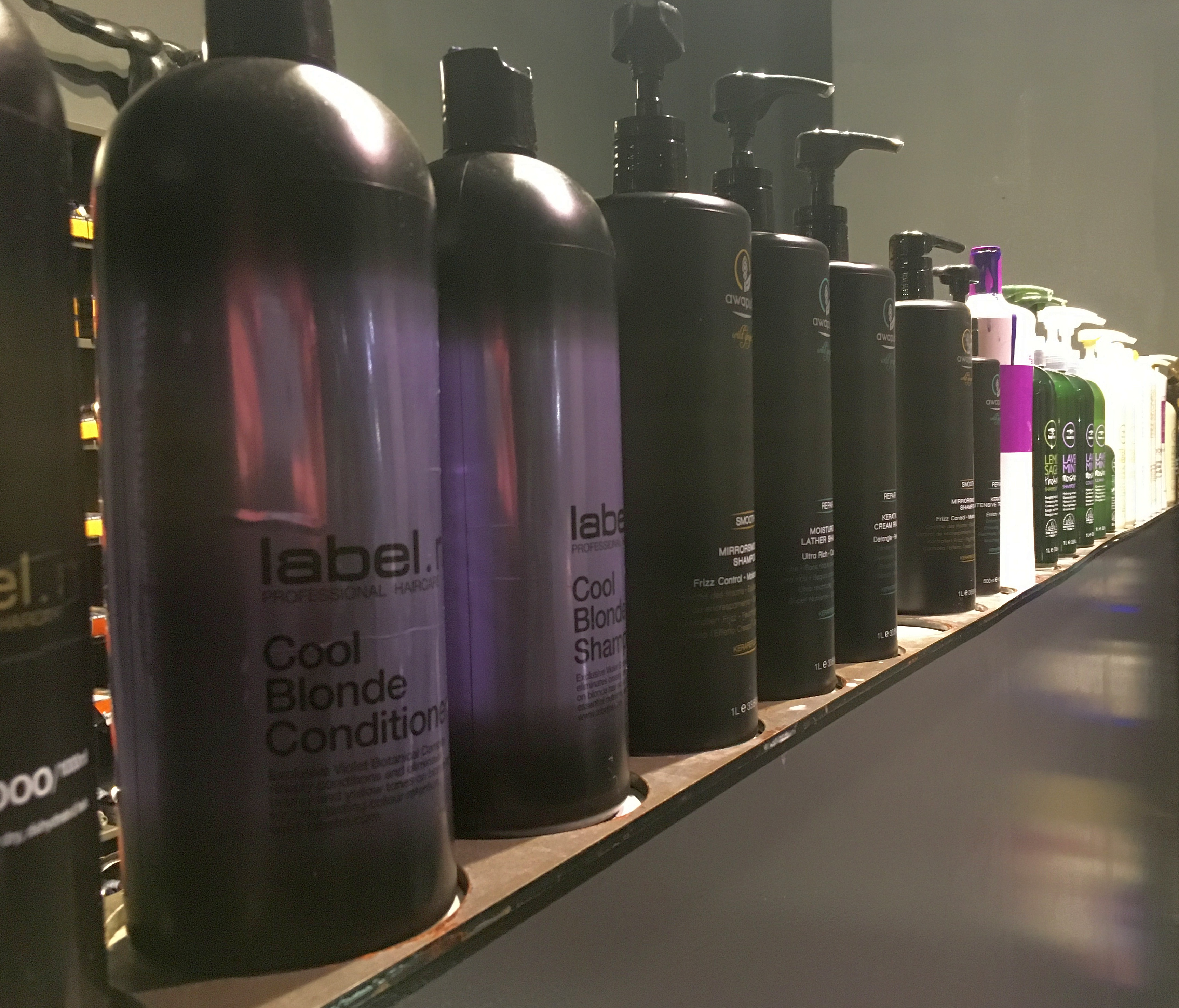
潤髮乳樣式

潤髮乳又稱護髮素，是用来保护头发和改善其外观的一种化妆品，其主要功能是減少頭髮之間的摩擦，讓頭髮在梳理時更柔順。
护发素的样式多样，一般为液体状、膏状和啫喱状。常见的使用方法是在用洗发水清洗头发之后，揉入潤髮乳，停留一定时间后再用水冲洗掉多余的部分。市面上也可找到使用后无需清洗的护发素，如和洗发水合在一体的护发素，免洗护发喷雾等。

常见成分包括：保湿剂、酸性剂（酸性环境使得头发更加坚固且表面光滑）、硅油（包裹在头发表面使其光滑）、油类（润滑）、表面活性剂、抗静电剂、水解蛋白质、热保护剂（防止热吹风等伤害头发）、色素、香料、防腐剂。